# Fermín Aldeguer

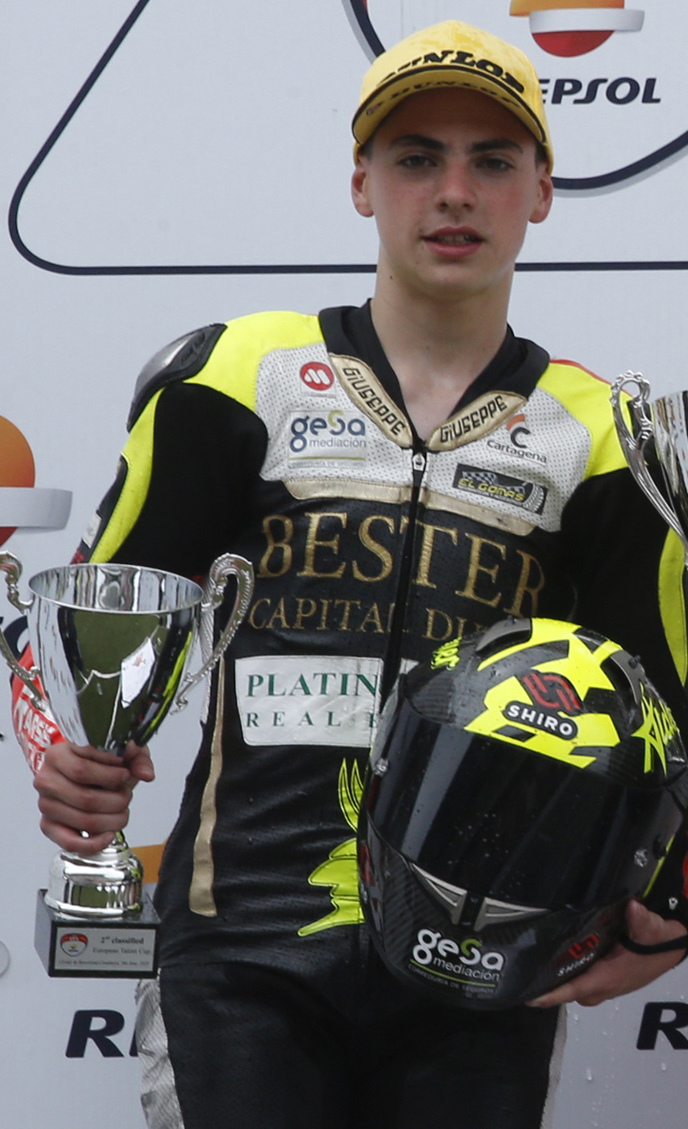
Fermín Aldeguer (2019)

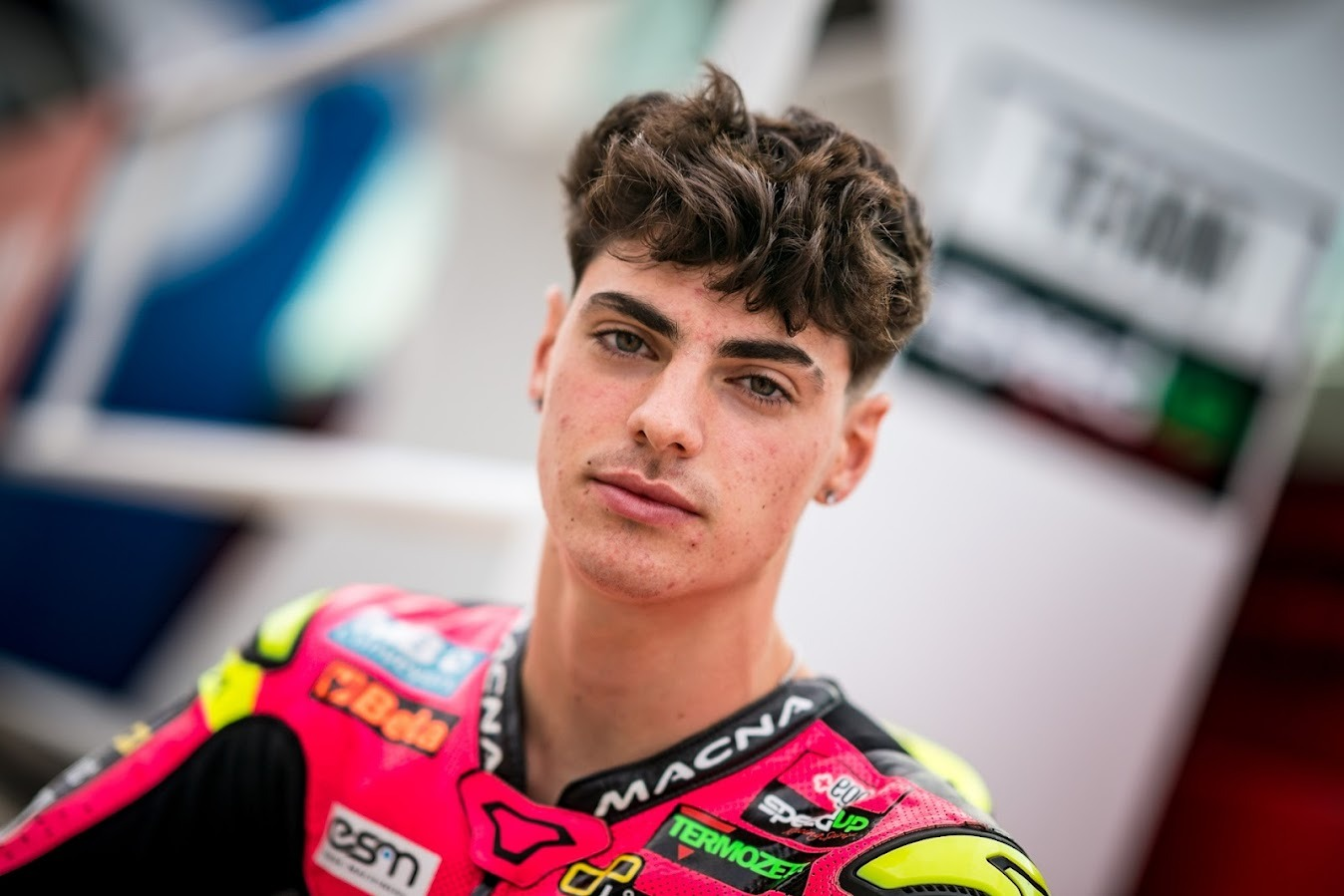
Fermín Aldeguer, 2021

Fermín Aldeguer Mengual (* 5. April 2005 in Murcia) ist ein spanischer Motorradrennfahrer. Er startete 2020 in der FIM-CEV-Superstock-600-Europameisterschaft und wurde direkt in seiner ersten Saison Meister. Zur Saison 2021 wechselte er zum Aspar Team in die MotoE und gleichzeitig in der Moto2-Europameisterschaft, welche er als Meister abschloss. Er fuhr von 2022 bis 2024 drei Saisons als Stammfahrer in der Moto2-Klasse für Speed Up Racing, nachdem er 2021 als Ersatz schon einige Rennen bestritten hatte. Sein bestes Gesamtresultat war ein dritter Rang im Jahr 2023. Zur Saison 2025 steigt er in die MotoGP-Klasse auf und wird für Gresini Racing als Nachfolger von Marc Márquez an den Start gehen.

## Karriere

### European Talent Cup
Aldeguer begann seine Karriere im European Talent Cup, wo er von 2018 bis 2019 fuhr. Er beendete seine letzte Saison dort auf dem dritten Platz.

### FIM CEV Superstock 600 Europameisterschaft
2020 wechselte er in die Superstock 600 Kategorie der FIM CEV Europameisterschaft und wurde auf Anhieb deren Meister. Er gewann 7 von 11 Rennen.

### FIM CEV Moto2 Europameisterschaft / MotoE World Cup
2021 wechselte er in die Moto2 Kategorie der Europameisterschaft. Mit 9 Siegen in 11 Rennen wurde er dort ebenfalls Meister. Gleichzeitig trat er im MotoE World Cup für das Aspar Team an. Dort wurde Gesamtneunter. Er vertrat beim GP von Italien in der Moto2-WM den verletzten Yari Montella und gab somit sein Debüt in der Weltmeisterschaft Mit Platz 12 ist er bislang der jüngste Fahrer, der je in der Moto2 Punkte holen konnte. Es folgten weitere Einsätze für das Lightech Speed Up Team als Ersatz für Montella, Platz 7 war dabei sein bestes Resultat. Nachdem die MotoE Saison in Misano zu Ende gegangen war, fuhr Aldeguer die letzten vier Rennen für das Lightech Speed Up Team in der Moto2, da der Vertrag mit Yari Montella vorzeitig aufgelöst worden war.

### Moto2-Weltmeisterschaft
Ab 2022 trat Aldeguer als Stammfahrer für das Lightech Speed Up Team an. Er erhielt einen dreijährigen Vertrag bis einschließlich 2024. Seine erste komplette Saison beendete er als 15. mit Platz 4 auf dem Phillip Island Circuit. Er holte außerdem dort die Pole sowie eine weitere beim Rennen in Argentinien.
2023 startete er besser in die Saison. Es gelang ihm regelmäßiger in die Punkte zu fahren. Seinen ersten Sieg holte er beim GP von Großbritannien. Dazu blühte er gegen Ende der Saison auf und holte aus den letzten sechs Rennen vier Siege in Folge und drei Poles. Damit wurde erreichte er Gesamtrang 3 in der WM.
2024 sollte sein letztes Jahr in der Moto2-WM werden, da er kurz nach Saisonbeginn einen Vertrag mit Ducati unterzeichnete, der ihm einen Aufstieg in die MotoGP garantierte. Da sein Vertrag direkt mit Ducati abgeschlossen worden war, war zunächst nicht sicher in welches Team er platziert werden würde. Ursprünglich bei Pramac Racing geplant, fiel die Entscheidung im Zuge der Wechsel von Marc Márquez ins Ducati-Werksteam auf Gresini Racing. Pramac wechselte ihrerseits als Ducati-Kundenteam zu Yamaha und ein Platz bei Gresini wurde aufgrund des Wechsels von Márquez frei. Er wird dort mindestens bis Ende 2026 fahren.
Die Saison in der Moto2 verlief für Aldeguer durchwachsen. Obwohl er nach der starken Vorsaison als Titelkandidat gehandelt wurde, verlief die Saison anders als erhofft. Zwar gewann er drei Rennen, fiel aber auch viermal aus und hatte dazu Rennen, in denen er ohne Punkte blieb. So schloss er die Saison auf Rang fünf ab.

### MotoGP
Zur Saison 2025 tritt Aldeguer für das Gresini Team als Nachfolger von Marc Márquez an der Seite von dessen Bruder Àlex an. Er pilotiert wie sein Teamkollege das Weltmeisterbike von 2024, die Ducati Desmosedici GP24. Nach einem eher schwierigen Start in die Saison (zwei Ausfälle in den ersten fünf Rennen) zeigte er danach eine klare Steigerung seiner Leistung und erreichte beim GP von Frankreich mit Platz drei unter schwierigen, weil nassen, Bedingungen sein erstes Podium. Es folgten konstante Punkteplatzierungen und sein bisher bestes Ergebnis mit Platz zwei beim Österreich GP hinter dem dominierenden Marc Márquez. Er liegt aktuell auf Rang acht in der Gesamtwertung als klar bester Rookie von insgesamt drei Neueinsteigern.

## Statistik

### Erfolge
- 2020 – FIM-CEV-Superstock-600-Europameister
- 2021 – FIM-CEV-Moto2-Europameister
- 8 Grand-Prix-Siege

### Im European Talent Cup
| Saison | Team                             | Rennen | Siege | Zweiter | Dritter | Poles | Schn. Runden | Punkte | Ergebnis |
| ------ | -------------------------------- | ------ | ----- | ------- | ------- | ----- | ------------ | ------ | -------- |
| 2018   | Bester Capital Dubai Junior Team | 11     | –     | –       | 2       | –     | 1            | 58     | 10.      |
| 2019   | Mugen Race Junior Team           | 11     | –     | 3       | –       | –     | –            | 126    | 3.       |
| Gesamt | Gesamt                           | 22     | 0     | 3       | 2       | 0     | 1            | 184    |          |

### In der FIM-CEV-Superstock-600-Europameisterschaft
| Saison | Team              | Hersteller | Rennen | Siege | Zweiter | Dritter | Punkte | Ergebnis |
| ------ | ----------------- | ---------- | ------ | ----- | ------- | ------- | ------ | -------- |
| 2020   | FAU 55 Tey Racing | Yamaha     | 11     | 7     | 3       | –       | 246    | Meister  |
| Gesamt | Gesamt            | Gesamt     | 11     | 7     | 3       | 0       | 246    |          |

### Im MotoE World Cup
(Stand: Saisonende 2021)
| Saison | Klasse | Team             | Motorrad | Rennen | Siege | Zweiter | Dritter | Poles | Schn. Runden | Punkte | Ergebnis |
| ------ | ------ | ---------------- | -------- | ------ | ----- | ------- | ------- | ----- | ------------ | ------ | -------- |
| 2021   | MotoE  | Aspar Team MotoE | Energica | 7      | –     | –       | –       | 1     | –            | 51     | 9.       |
| Gesamt | Gesamt | Gesamt           | Gesamt   | 7      | 0     | 0       | 0       | 1     | 0            | 51     |          |

### In der FIM-CEV-Moto2-Europameisterschaft
| Saison | Team                          | Hersteller | Rennen | Siege | Zweiter | Dritter | Poles | Schn. Runden | Punkte | Ergebnis |
| ------ | ----------------------------- | ---------- | ------ | ----- | ------- | ------- | ----- | ------------ | ------ | -------- |
| 2020   | FAU 55 Tey Racing             | Yamaha     | 11     | –     | –       | –       | –     | –            | 61     | 10.      |
| 2021   | Boscoscuro Talent Team-Ciatti | Boscoscuro | 11     | 9     | 2       | –       | 2     | 5            | 265    | Meister  |
| Gesamt | Gesamt                        | Gesamt     | 22     | 9     | 2       | 0       | 2     | 5            | 326    |          |

### In der Motorrad-Weltmeisterschaft
(Stand: Großer Preis von Österreich, 17. August 2025)
| Saison | Klasse | Team                      | Motorrad   | Rennen | Siege | Zweiter | Dritter | Poles | Schn. Runden | Punkte | Ergebnis |
| ------ | ------ | ------------------------- | ---------- | ------ | ----- | ------- | ------- | ----- | ------------ | ------ | -------- |
| 2021   | Moto2  | Speed Up Racing           | Boscoscuro | 8      | –     | –       | –       | –     | –            | 13     | 25.      |
| 2022   | Moto2  | Speed Up Racing           | Boscoscuro | 20     | –     | –       | –       | 2     | –            | 80     | 15.      |
| 2023   | Moto2  | Speed Up Racing           | Boscoscuro | 20     | 5     | –       | 2       | 3     | 4            | 212    | 3.       |
| 2024   | Moto2  | Sync Speed Up             | Boscoscuro | 19     | 3     | 1       | 1       | 3     | 2            | 182    | 5.       |
| 2025   | MotoGP | BK8 Gresini Racing MotoGP | Ducati     | 13     | –     | 1       | 1       | –     | –            | 121    | 8.       |
| Gesamt | Gesamt | Gesamt                    | Gesamt     | 80     | 8     | 2       | 4       | 8     | 6            | 608    |          |

Grand-Prix-Siege
| Saison | Klasse | Rennen                                                  |
| ------ | ------ | ------------------------------------------------------- |
| 2023   | Moto2  | Vereinigtes Konigreich Thailand Malaysia Katar Valencia |
| 2024   | Moto2  | Spanien Deutschland Australien                          |

Einzelergebnisse
| Saison | 1        | 2           | 3           | 4         | 5          | 6          | 7                      | 8           | 9           | 10                     | 11          | 12                     | 13         | 14             | 15         | 16             | 17         | 18             | 19         | 20       | 21       | 22       |
| ------ | -------- | ----------- | ----------- | --------- | ---------- | ---------- | ---------------------- | ----------- | ----------- | ---------------------- | ----------- | ---------------------- | ---------- | -------------- | ---------- | -------------- | ---------- | -------------- | ---------- | -------- | -------- | -------- |
| 2021   | Katar    | Katar       | Portugal    | Spanien   | Frankreich | Italien    | Katalonien             | Deutschland | Niederlande | Steiermark             | Osterreich  | Vereinigtes Konigreich | Aragonien  | San Marino     | USA-Texas  | Emilia-Romagna | Portugal   | \|\| \|\| \|\| |            |          |          |          |
| 2021   |          |             |             |           |            | 12         |                        | DNF         |             |                        |             | 16                     | 7          |                | 21         | 16             | 16         | 17             |            |          |          |          |
| 2022   | Katar    | Indonesien  | Argentinien | USA-Texas | Portugal   | Spanien    | Frankreich             | Italien     | Katalonien  | Deutschland            | Niederlande | Vereinigtes Konigreich | Osterreich | San Marino     | Aragonien  | Japan          | Thailand   | Australien     | Malaysia   | \|\|     |          |          |
| 2022   | 16       | 7           | DNF         | DNF       | 7          | DNF        | DNF                    | 14          | 15          | 5                      | 11          | 15                     | DNF        | DNF            | 6          | DNF            | DNF        | 4              | 10         | 4        |          |          |
| 2023   | Portugal | Argentinien | USA-Texas   | Spanien   | Frankreich | Italien    | Deutschland            | Niederlande | Kasachstan  | Vereinigtes Konigreich | Osterreich  | Katalonien             | San Marino | Indien         | Japan      | Indonesien     | Australien | Thailand       | Malaysia   | Katar    | Valencia |          |
| 2023   | 13       | 15          | 6           | 10        | 8          | DNF        | 8                      | 4           | C           | 1                      | 9           | 13                     | DNF        | 12             | 22         | 3              | 3          | 1              | 1          | 1        | 1        |          |
| 2024   | Katar    | Portugal    | USA-Texas   | Spanien   | Frankreich | Katalonien | Italien                | Niederlande | Deutschland | Vereinigtes Konigreich | Osterreich  | Aragonien              | San Marino | Emilia-Romagna | Indonesien | Japan          | Australien | Thailand       | Malaysia   | \|\|     |          |          |
| 2024   | 16       | 4           | 3           | 1         | 7          | DNF        | DNF                    | 2           | 1           | 12                     | 20          | DNF                    | 6          | 5              | 4          | 12             | 1          | DNF            |            | 9        |          |          |
| 2025   | Thailand | Argentinien | USA-Texas   | Katar     | Spanien    | Frankreich | Vereinigtes Konigreich | Aragonien   | Italien     | Niederlande            | Deutschland | Tschechien             | Osterreich | Ungarn         | Katalonien | San Marino     | Japan      | Indonesien     | Australien | Malaysia | Portugal | Valencia |
| 2025   | 13       | 16          | DNF         | 54        | DNF5       | 3          | 8                      | 63          | 129         | DNF7                   | 5           | 11                     | 26         |                |            |                |            |                |            |          |          |          |

| Legende  | Legende            | Legende                                                          |
| Farbe    | Abkürzung          | Bedeutung                                                        |
| -------- | ------------------ | ---------------------------------------------------------------- |
| Gold     | –                  | Sieg                                                             |
| Silber   | –                  | 2. Platz                                                         |
| Bronze   | –                  | 3. Platz                                                         |
| Grün     | –                  | Platzierung in den Punkten                                       |
| Blau     | –                  | Klassifiziert außerhalb der Punkteränge                          |
| Violett  | DNF                | Rennen nicht beendet (did not finish)                            |
| Violett  | NC                 | nicht klassifiziert (not classified)                             |
| Rot      | DNQ                | nicht qualifiziert (did not qualify)                             |
| Rot      | DNPQ               | in Vorqualifikation gescheitert (did not pre-qualify)            |
| Schwarz  | DSQ                | disqualifiziert (disqualified)                                   |
| Weiß     | DNS                | nicht am Start (did not start)                                   |
| Weiß     | WD                 | zurückgezogen (withdrawn)                                        |
| Hellblau | PO                 | nur am Training teilgenommen (practiced only)                    |
| Hellblau | TD                 | Freitags-Testfahrer (test driver)                                |
| ohne     | DNP                | nicht am Training teilgenommen (did not practice)                |
| ohne     | INJ                | verletzt oder krank (injured)                                    |
| ohne     | EX                 | ausgeschlossen (excluded)                                        |
| ohne     | DNA                | nicht erschienen (did not arrive)                                |
| ohne     | C                  | Rennen abgesagt (cancelled)                                      |
| ohne     | keine WM-Teilnahme |                                                                  |
| sonstige | P/fett             | Pole-Position                                                    |
| sonstige | 1/2/3/4/5/6/7/8    | Punktplatzierung im Sprint-/Qualifikationsrennen                 |
| sonstige | SR/kursiv          | Schnellste Rennrunde                                             |
| sonstige | *                  | nicht im Ziel, aufgrund der zurückgelegten Distanz aber gewertet |
| sonstige | ()                 | Streichresultate                                                 |
| sonstige | unterstrichen      | Führender in der Gesamtwertung                                   |

Rekorde in der Motorrad-Weltmeisterschaft
- Moto2-Klasse
  - meiste Siege in Folge: 4 (2023) 1
  - jüngster Fahrer, der in die Punkteränge fuhr (16 Jahre und 55 Tage)

Anmerkungen: